# Julius Keck

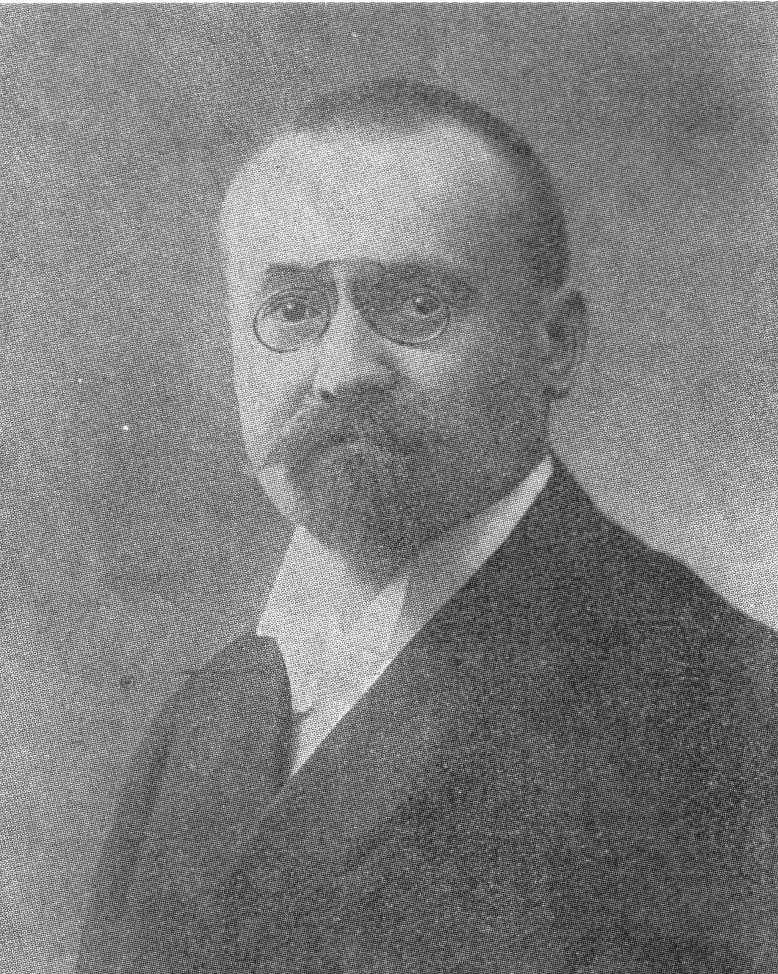
Julius Keck

Julius Heinrich Keck (* 22. März 1869 in Nagold; † 23. September 1924 in Stuttgart) war ein württembergischer Politiker (zuletzt DDP). Keck war Oberbürgermeister von Tuttlingen und Göppingen sowie von 1919 bis 1920 Mitglied der württembergischen Verfassunggebenden Landesversammlung.

## Leben
Keck stammte aus einer Kaufmannsfamilie und arbeitete einige Jahre als Volksschullehrer. Anschließend studierte er Rechts- und Staatswissenschaft. Während seines Studiums wurde er 1891 Mitglied der Tübinger Königsgesellschaft Roigel. Sein Studium schloss er mit der Promotion ab und arbeitete anschließend ab 1895 in der öffentlichen Verwaltung. Seine ersten Dienststellen waren die Oberämter in Ludwigsburg und Mergentheim. 1899 ernannte ihn das württembergische Innenministerium zum Schultheißenamtsverweser in Zuffenhausen. Im Jahr darauf wurde Keck zum Ortsvorsteher von Zuffenhausen gewählt und setzte sich 1903; in diesem Jahr schloss er auch seine Promotion ab; bei der Schultheißenwahl in Tuttlingen durch. 1907 wechselte seine Tuttlinger Amtsbezeichnung von „Stadtschultheiß“ zu „Oberbürgermeister“. Im Jahr darauf wurde Julius Keck zum Oberbürgermeister von Göppingen gewählt. Dieses Amt übte er bis 1919 aus. Von 1913 bis 1918 besaß Keck ein Mandat in der Kammer des Abgeordneten des württembergischen Landtags. Er war bis 1918 Mitglied der nationalliberalen Deutschen Partei und wechselte danach zur DDP. Nach der Novemberrevolution wurde er in die Verfassunggebende Landesversammlung des freien Volksstaats Württemberg gewählt, dem er eine Legislaturperiode bis 1920 angehörte. 1919 wurde Keck, ab 1923 Ministerialdirektor, in das württembergische Ministerium für Arbeit berufen. Von 1920 bis 1923 arbeitete Keck in Berlin als stellvertretender Reichsratsbevollmächtigter für wirtschaftliche Angelegenheiten und kehrte anschließend wieder nach Württemberg zurück, wo er bis zu seinem Tode 1924 wieder als Ministerialdirektor im Arbeitsministerium arbeitete.
Julius Keck wurde auf dem Pragfriedhof in Stuttgart beigesetzt. 1910 verlieh ihm der württembergische König Wilhelm II. das Ritterkreuz I. Klasse des Friedrichs-Ordens. In Göppingen ist eine Straße nach Keck benannt.